# Uratan
Uratan is een bestuurslaag in het regentschap Tapanuli Tengah van de provincie Noord-Sumatra, Indonesië. Uratan telt 916 inwoners (volkstelling 2010).